# Grande-Scarcie
La Grande-Scarcie ou Kolenté est un fleuve de Guinée et de Sierra Leone formant une partie de la frontière entre les deux pays.

## Géographie
Il prend sa source à environ 40 kilomètres au nord de la ville de  Kindia en territoire guinéen, dans le massif montagneux du Fouta Djalon, et sert de frontière avec la Sierra Leone au sud de Madina-Oula sur une centaine de kilomètres avant de pénétrer définitivement en territoire guinéen et de se jeter dans l'océan Atlantique vers la pointe Barlo. Les principaux centres urbains le long du fleuve sont Kambia et Mambolo, situés en Sierra Leone. Le fleuve traverse quelques zones agricoles très importantes, notamment pour la culture du riz ; la pêche et l’extraction du sel constituent des activités importantes près de l’embouchure.